# Mikaël Barre
Mikaël Barre est un ingénieur du son, monteur son et mixeur français.

## Biographie
Après ses études à la Fémis (département « Son », 1997), Mikaël Barre travaille comme ingénieur du son sur La révolution sexuelle n'a pas eu lieu de Judith Cahen et plusieurs courts métrages. 
Il fonde en 2002 la société Actarus Productions.

## Filmographie partielle

### Courts métrages
- 2001 : Post mortem de Catherine Tanitte
- 2002 : La Défaite du rouge-gorge de Valérie Mréjen
- 2004 : Atomic Park de Dominique Gonzalez-Foerster
- 2005 : Gas de Zoé Inch
- 2008 : Home de Patric Chiha
- 2010 : Des rêves pour l'hiver d'Antoine Parouty

### Longs métrages
- 1999 : La révolution sexuelle n'a pas eu lieu de Judith Cahen
- 2003 : Osmose de Raphaël Fejtö
- 2006 : Les Fantômes de Goya (Goya's Ghosts) de Miloš Forman
- 2007 : Les Âmes errantes de Boris Lojkine
- 2009 : Extase de Cheyenne Carron
- 2009 : Un chat un chat de Sophie Fillières
- 2010 : Domaine de Patric Chiha
- 2010 : Maniquerville de Pierre Creton
- 2011 : Dernière Séance de Laurent Achard
- 2014 : Les Chèvres de ma mère de Sophie Audier
- 2014 : La Ligne de partage des eaux de Dominique Marchais
- 2015 : Shanghaï-Belleville de Show Chun Lee
- 2017 : Ciel rouge d'Olivier Lorelle
- 2017 : Le Cœur du conflit de Judith Cahen et Masayasu Eguchi
- 2018 : Chinese Portrait de Wang Xiao Shuai
- 2019 : L'Amour debout de Michaël Dacheux
- 2021 : La Beauté du monde de Cheyenne Carron
- 2021 : Soy libre de Laure Portier
- 2023 : Je m'abandonne à toi de Cheyenne Carron
- 2023 : La Bête dans la jungle de Patric Chiha